# Zinaïda Volkonskaïa
 (décembre 2023).
Si vous disposez d'ouvrages ou d'articles de référence ou si vous connaissez des sites web de qualité traitant du thème abordé ici, merci de compléter l'article en donnant les références utiles à sa vérifiabilité et en les liant à la section « Notes et références ».
La princesse Zinaïda Alexandrovna Volkonskaïa (en russe : Зинаи́да Алекса́ндровна Волко́нская) née le 3 décembre 1792 (14 décembre dans le calendrier grégorien) à Dresde et morte le 24 janvier 1862 (5 février dans le calendrier grégorien) à Rome, est une poétesse et femme de lettres russe. Pouchkine l'a surnommée l’« impératrice des Muses et de la Beauté ».

## Biographie
Zinaïda Volkonskaïa était la fille du prince Alexandre Mikhailovitch Belosselsky Belozersky et de son épouse, née princesse Varvara Iakovlevna Tatichtcheva, et l'épouse du prince Nikita Grigorievitch Volkonsky. Elle vécut principalement à l'étranger après 1812. Elle retourne vivre en Russie en 1817, où elle mène une vie brillante à Saint-Pétersbourg, puis elle repart trois ans après pour l'Italie, avant de s'installer à Moscou, dans le palais familial rue Tverskaïa, en 1824 pour étudier l'histoire ancienne, l'archéologie et l'ethnographie de la Russie. Elle devient membre de la société d'histoire et des antiquités russes en 1825 et réunit dans son salon les personnalités intellectuelles de l'époque, comme Adam Mickiewicz, le prince Baratynski, Dimitri Vénévitinov, Pouchkine, Stepan Netchaïev, etc. Le prince Wiazemski déclara dans une lettre à Tourguéniev que son salon était « le château magique d'une fée musicale, où les pensées, les sentiments, les conversations et les mouvements étaient en eux-mêmes des chants. » Elle possédait une voix de contralto dont ses invités faisaient l'éloge, lorsqu'elle donnait des concerts chez elle.
Elle écrivit des poèmes et des nouvelles en français, en italien et en russe. Amie de certains décembristes, elle s'attire la froideur de l'empereur et part pour l'Italie en 1829. Dans les années 1830, Zinaïda Volkonskaïa, arrivée de Russie en compagnie de l'académicien russe Stepan Chevyriov, vécut et tint un salon littéraire dans le palais Poli ainsi que dans la Villa Wolkonsky. Elle reçut notamment Gogol à Rome.
Sa conversion au catholicisme fit grand bruit. Elle passe ensuite toute sa vie à Rome se consacrant à la charité. Elle est enterrée à Rome en l'église Saint-Vincent-et-Saint-Anastase de Trevi avec son mari et sa sœur Marie (1787-1857).

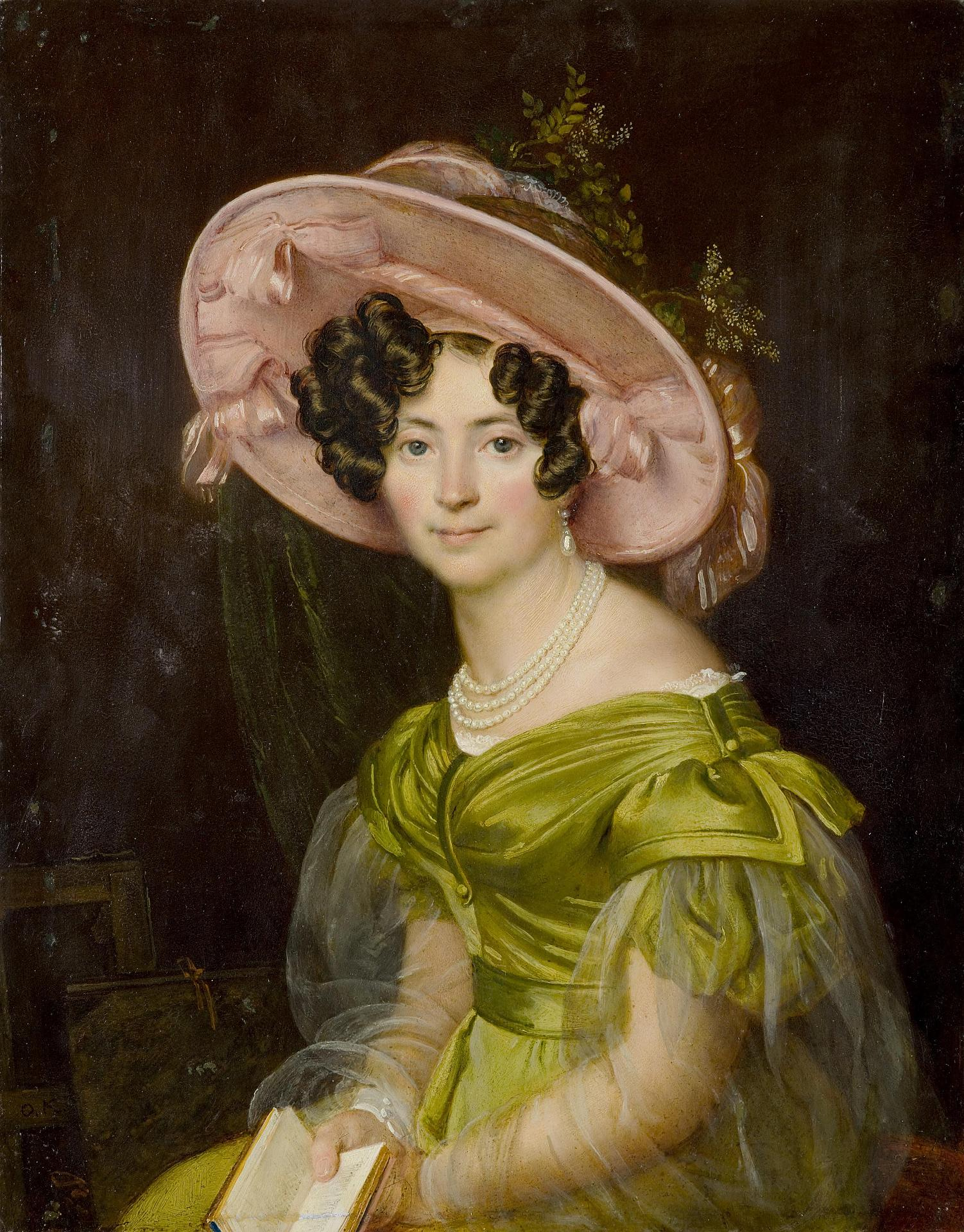
La princesse Volkonskaïa en 1829.
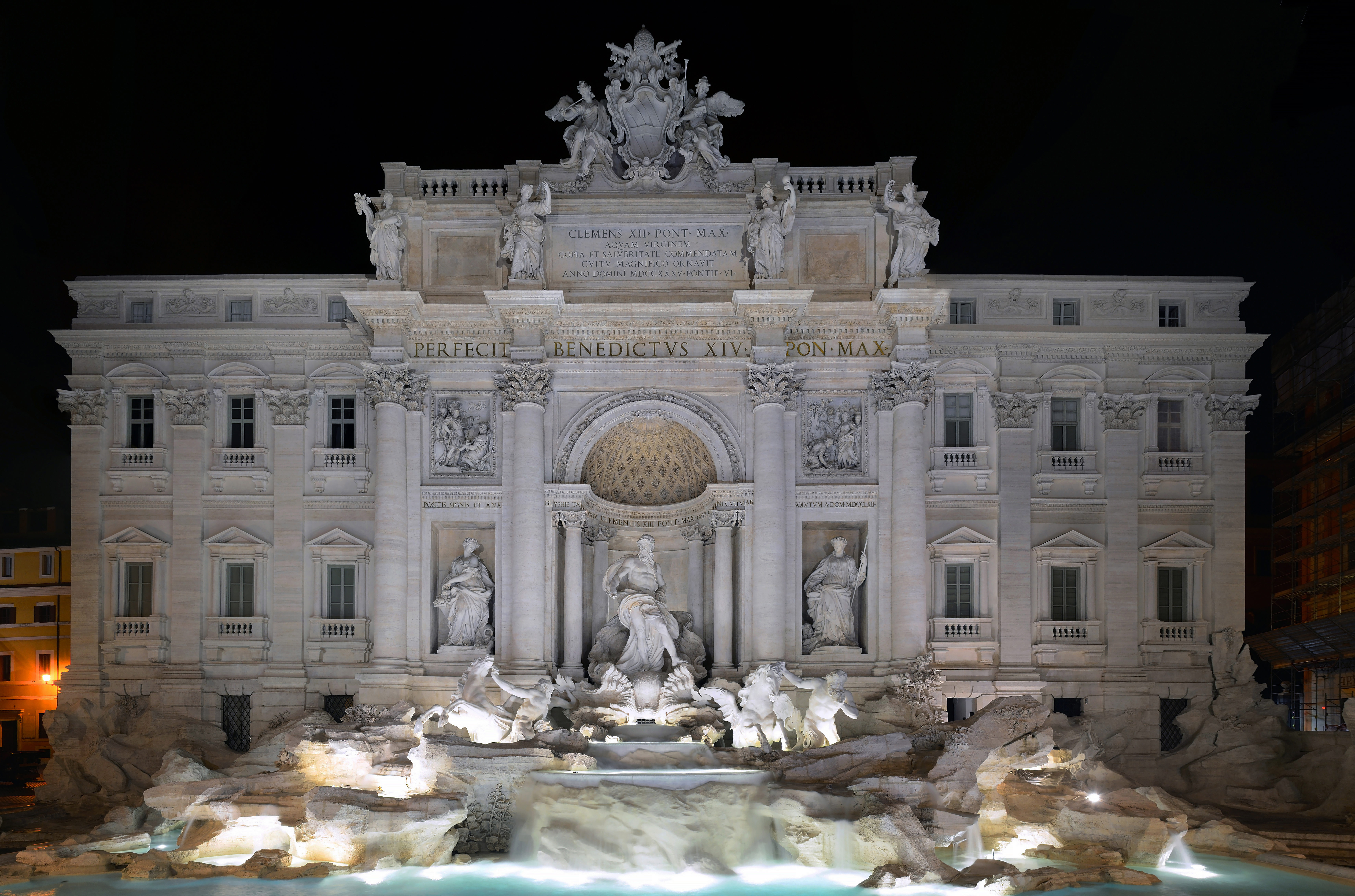
Façade du palais Poli (avec la fontaine de Trevi) de Rome qui appartenait à la princesse.